# ММ-640

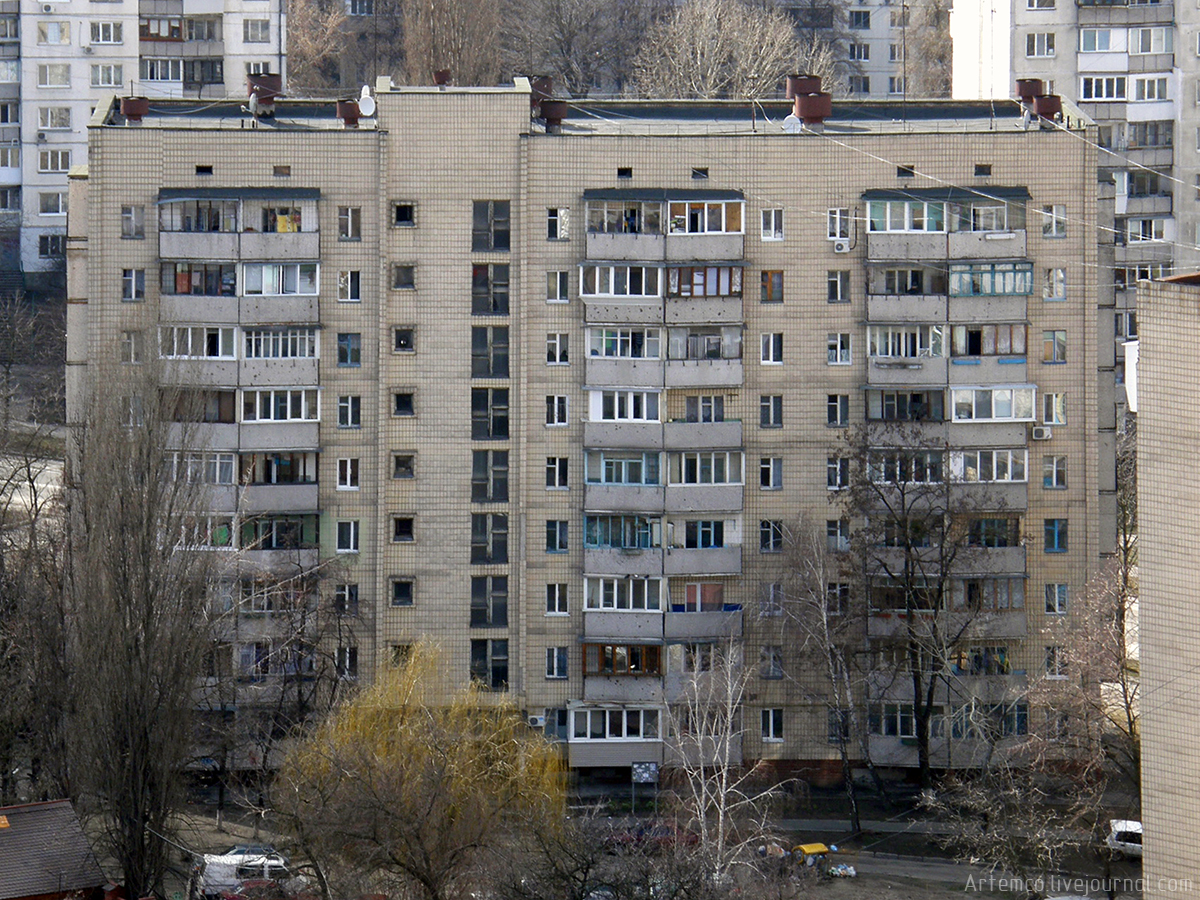
Деміївка, вул. Голосіївська, 5, 1979 р.

ММ-640 — типова серія 9-поверхових цегляних житлових будинків готельного типу (малосімейки). Введена на зміну проєкту ММ-650. Будинки будувалися в Києві з 1974 по 1990 роки.

## Опис
У першій модифікації усі квартири на поверсі, крім однієї, мали один балкон завдовжки з кімнату. Балкони суміжних помешкань сходилися під кутом. Одна кутова квартира мала вузький французький балкон. У пізнішій модифікації одна квартира на поверсі або дві (у двосекційних будинках) мають балкон шириною на всю квартиру, балконі прямі.
Також ранні ММ-640 мали планування під'їзду аналогічне проєкту ММ-650. Пізнаваною рисою проєкту є несиметрічність під'їзду відносно фасади. В пізніших будинках сходова клітина була значно зменшена в розмірах та оптимізована під установку одного пасажирського ліфта. У вивільненому місці розташували окреме приміщення для дитячих візочків.
Будинки серії мають довгий загальний коридор. У торці будинку пожежна драбина з балконною панеллю (інколи тільки з однієї сторони будинку, але як правило з двох сторін), вихід на яку має кожен поверх. Іноді пожежні балкони закриті шиферними плитами. Підлога покрита паркетною дошкою. Під'їзд односторонній. 
Усього в будинку 117 помешкань, по 13 на поверх. Квартири однокімнатні, загальною площею 35 і 26 м². Вікна помешкань із більшою площею виходять у бік під'їзду, а з меншою площею у протилежний бік. Висота стель 2,5 метра. 
Ванна кімната і туалет об'єднані в суміщений санвузол. Кухні ранніх будинків мають газові плитки, пізніших – електричні.
Єдиний 5-поверховий будинок серії побудовано в селищі Лісорозсадник района Берковець.

## Галерея

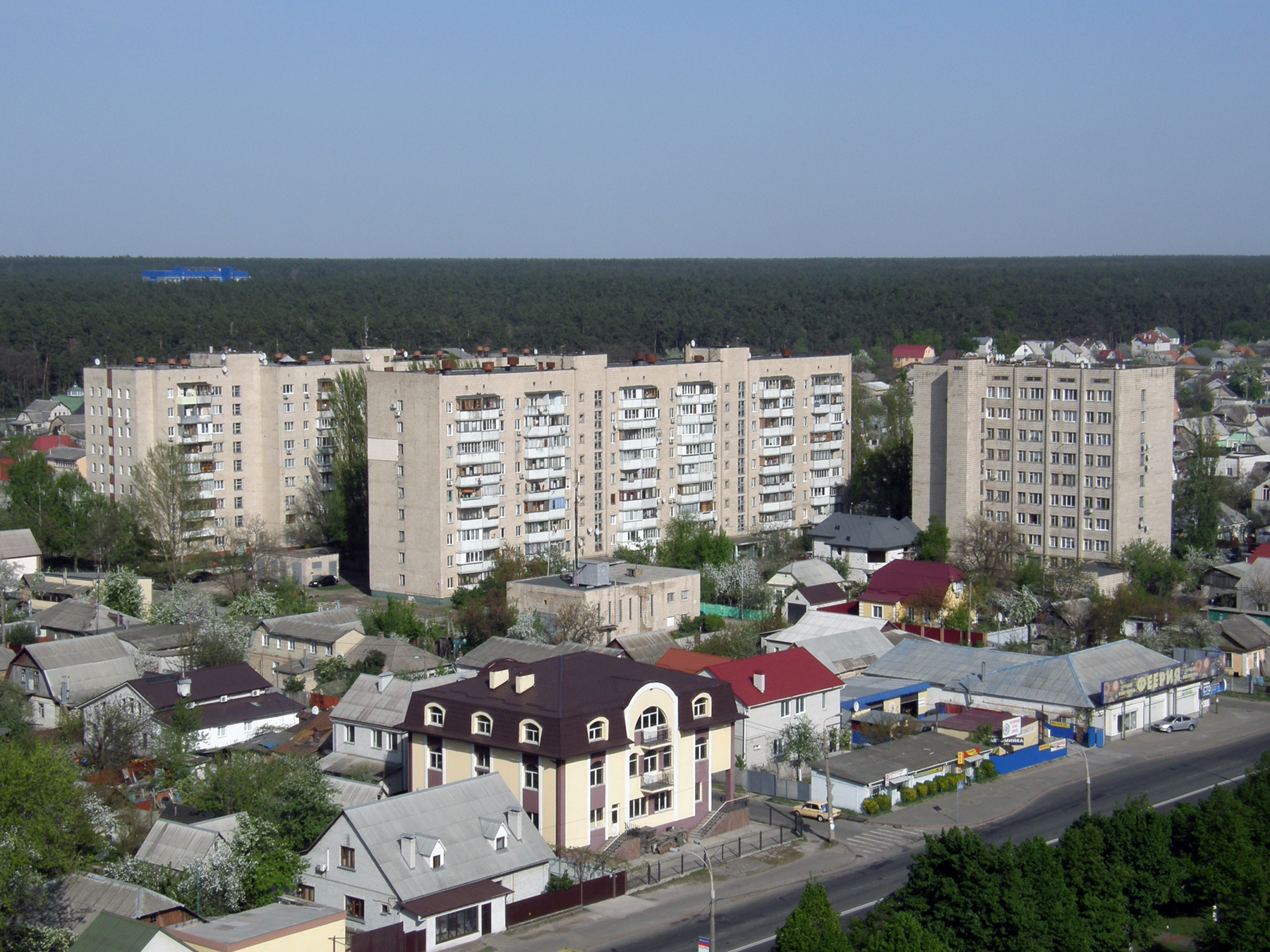
вул. Вірменська, 29, 1978 р., між будинками проєктів 164-87-122 і 1-318-35/66
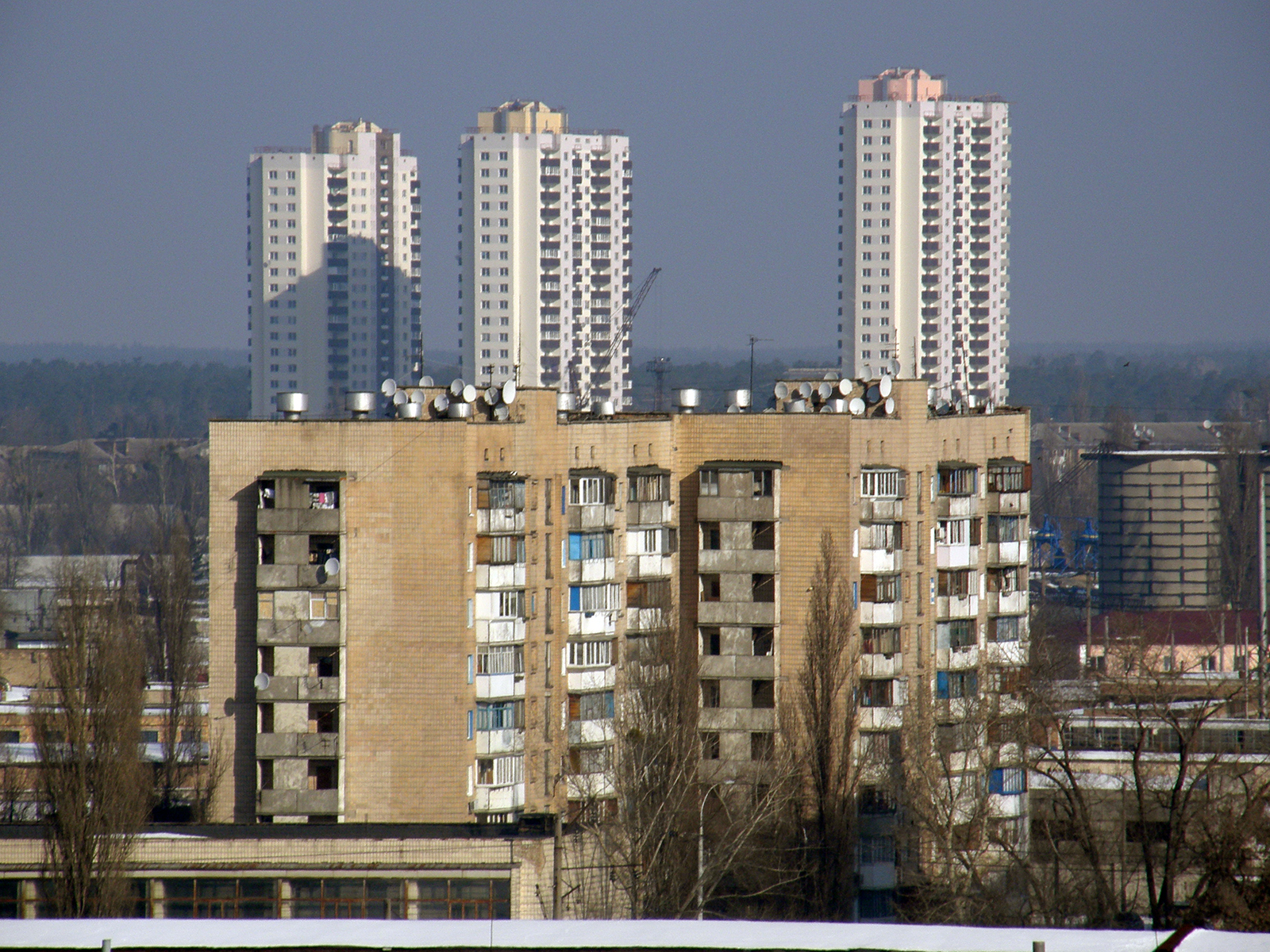
вул. Зрошувальна, 3б, 1982 р.; на обрії будинки Т-25 на ДВРЗ
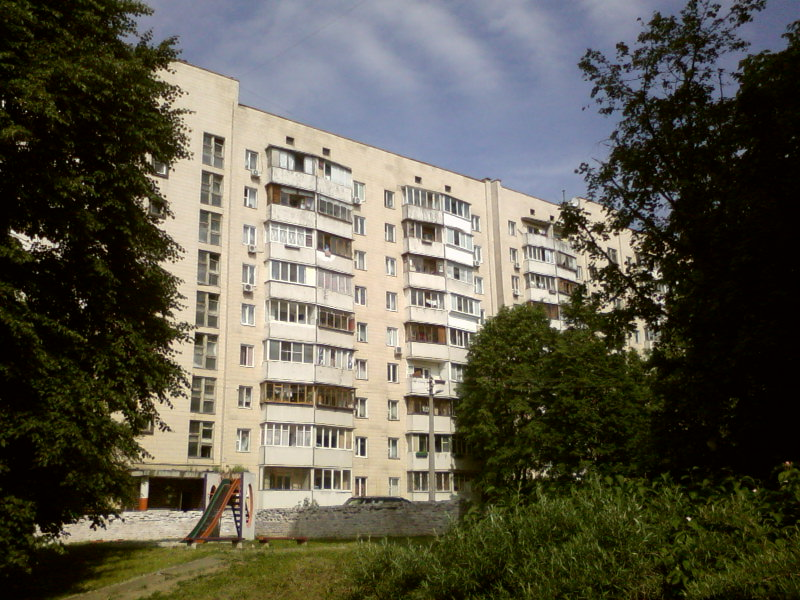
Мостицький масив, вул. Новомостицька, 1984 р.
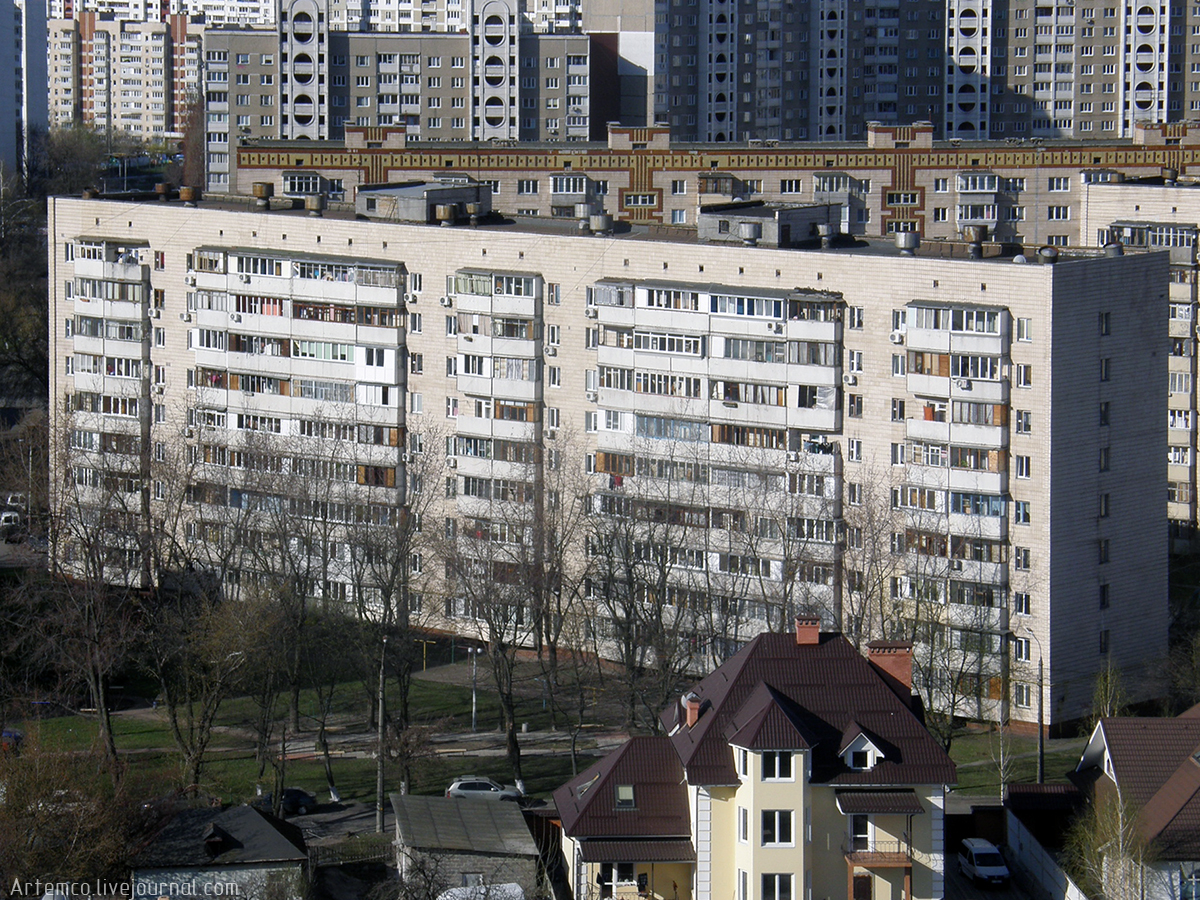
Нова Дарниця, Харківське шосе, 51б, 1986 р.
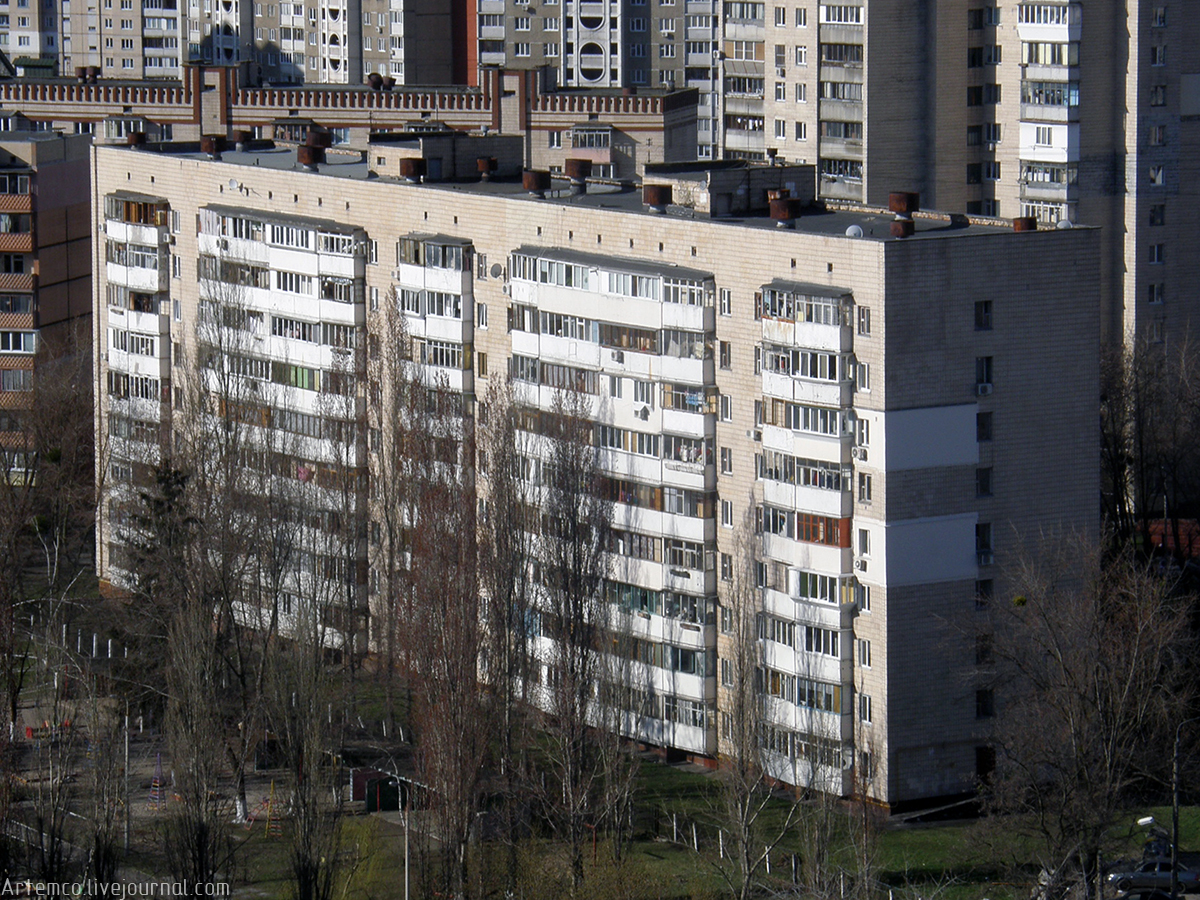
Нова Дарниця, Харківське шосе, 53а, 1987 р.
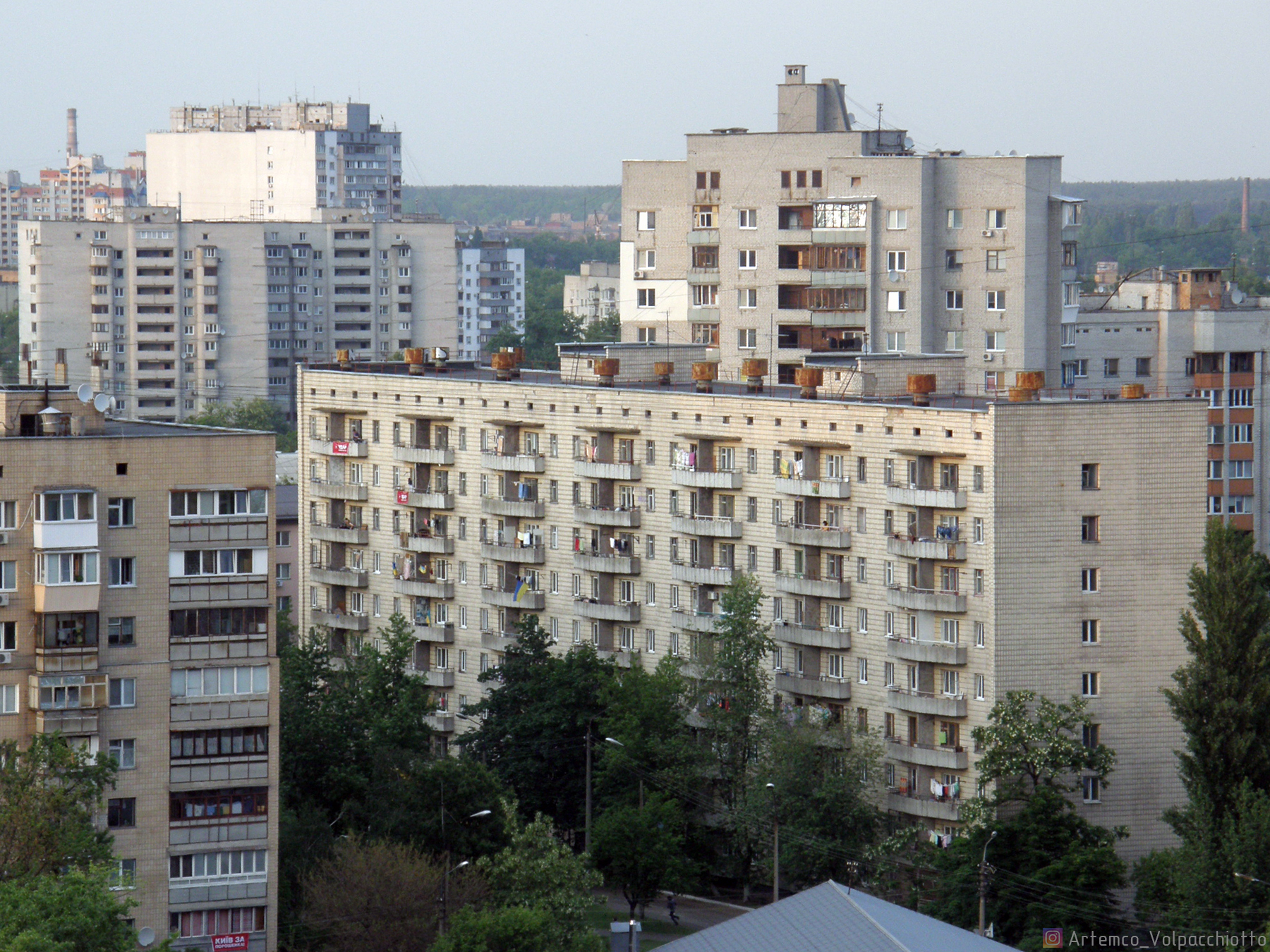
Стара Дарниця, гуртожиток № 6 КНТЕУ, 219 кімнат; за ним будинок проєкту 124-87-107
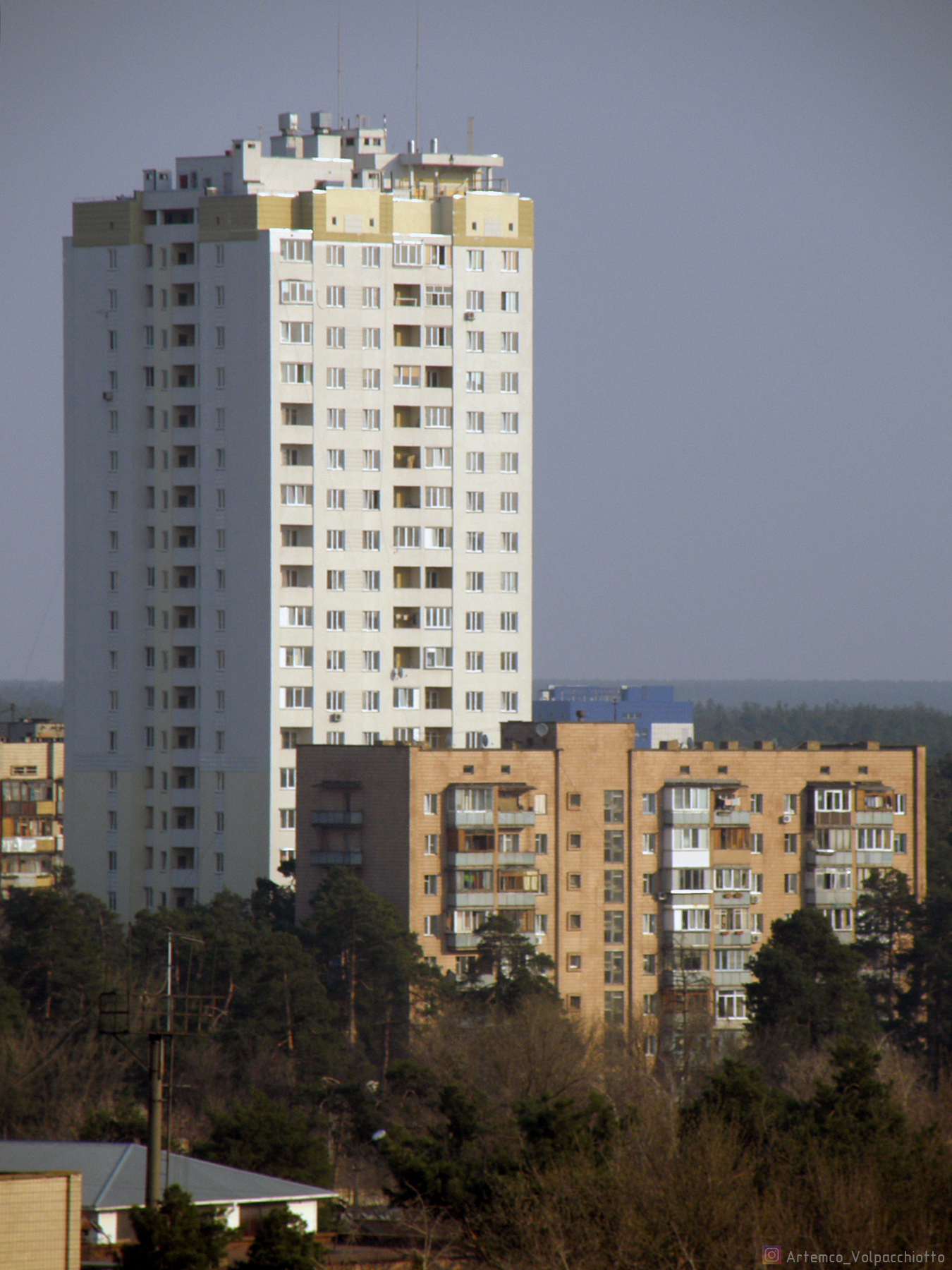
Рембаза, вул. Поліська, 28
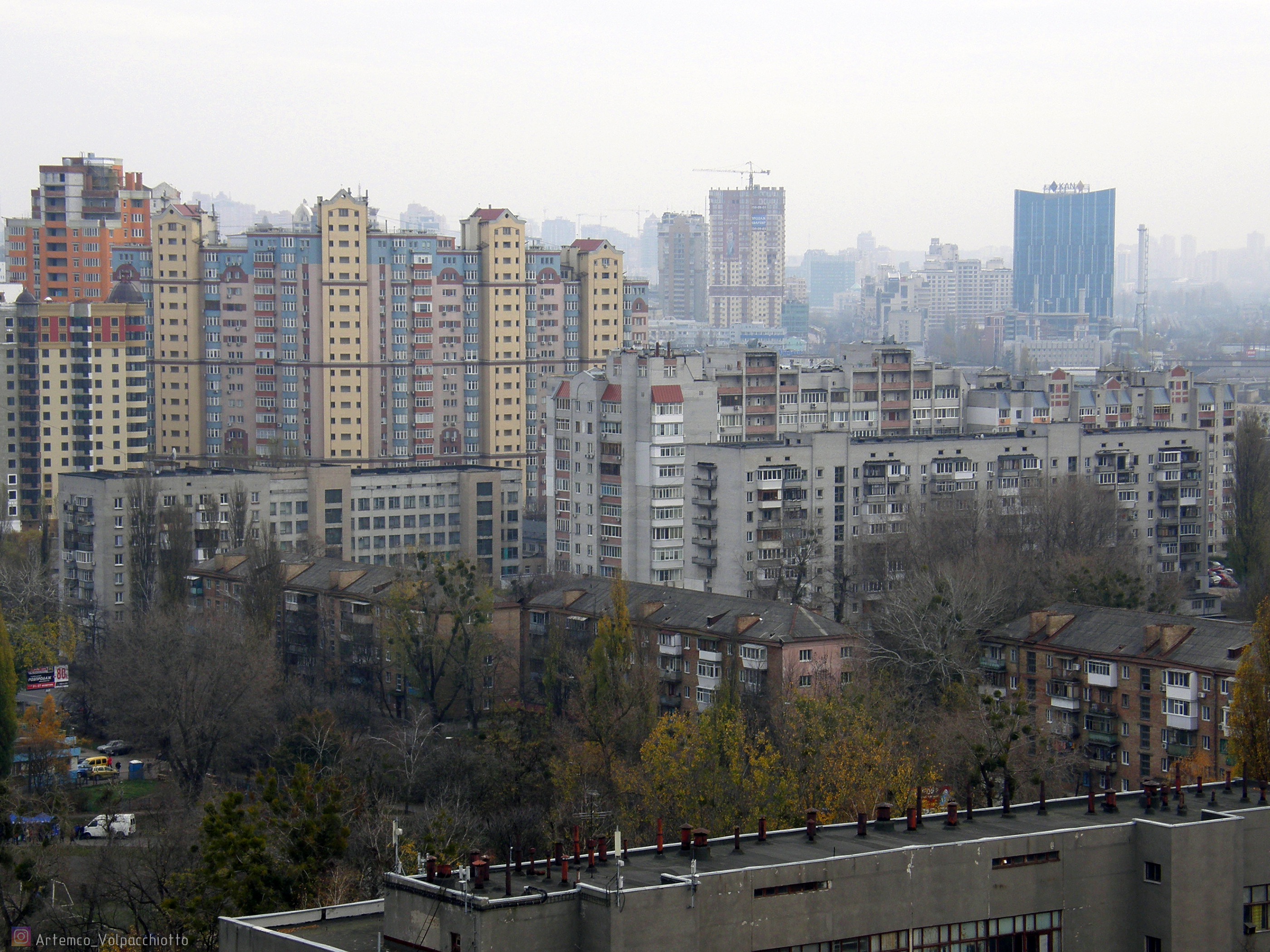
Шулявка. Правіше на другому пляні вул. Казарменна, 4б, 1990 р. – із останніх будинків серії. На передньому пляні будинки серії 1-438. Ліворуч будинок серії II-18/9.